# Brian Caulfield
Brian Caulfield (* 13. Juli 1948) ist ein ehemaliger kanadischer Kugelstoßer.
Bei den British Commonwealth Games 1970 in Edinburgh wurde er Fünfter.
Seine persönliche Bestweite von 19,12 m stellte er am 6. Juli 1974 in Athen auf.